# Læsø
Læsø è un'isola della Danimarca, è situata nel mar Baltico nello stretto del Kattegat.
L'isola ha una popolazione di 1 759 abitanti. I centri abitati principali sono il capoluogo Byrum con 440 abitanti e Vesterø Havn dove si trova il porto più grande dell'isola.
Da un punto di vista amministrativo fa parte della regione dello Jutland Settentrionale e dal 1970 costituisce un comune autonomo, nonostante le piccole dimensioni non ha subito conseguenze dalla riforma amministrativa del 2007 che ha accorpato i comuni di piccole dimensioni.
La distanza tra Frederikshavn e Vesterø Havn è di circa 30 km, un servizio di traghetti collega i due porti.

## Storia
L'isola era sfruttata sin dal medioevo per la produzione di sale. Attività che è stata riavviata nel 1991, in un primo momento per fini didattici da parte della locale scuola, per poi avviare una produzione organizzata con la costituzione di una società.
Alla luce della carenza di risorse boschive, gli abitanti dell'isola utilizzavano le alghe come isolante naturale delle proprie abitazioni.

## Infrastrutture e trasporti
Nell'isola è presente un aeroporto, gestito dal comune, che viene utilizzato per voli privati o per servizio di aerotaxi.

## Galleria d'immagini

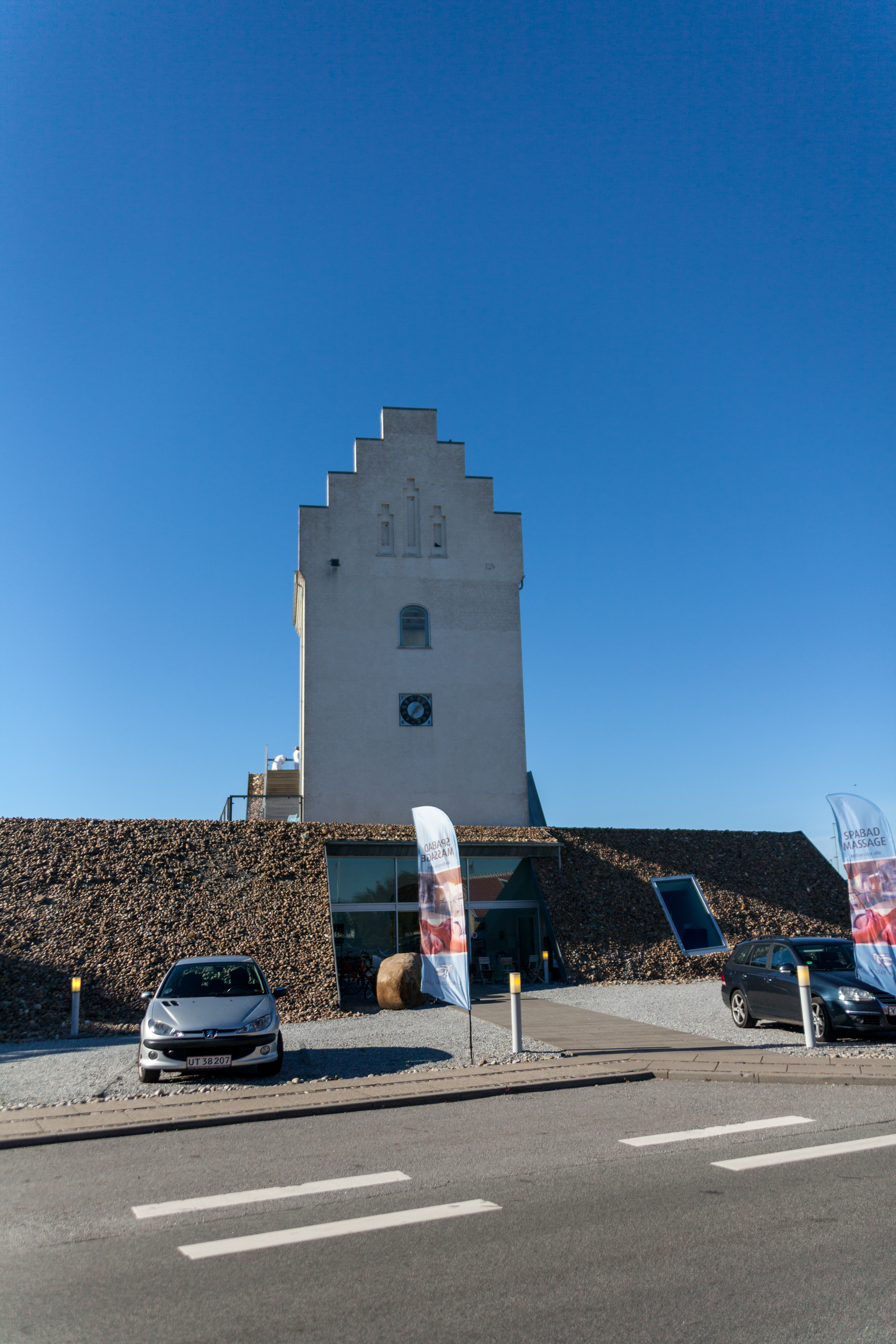
Læsø kur
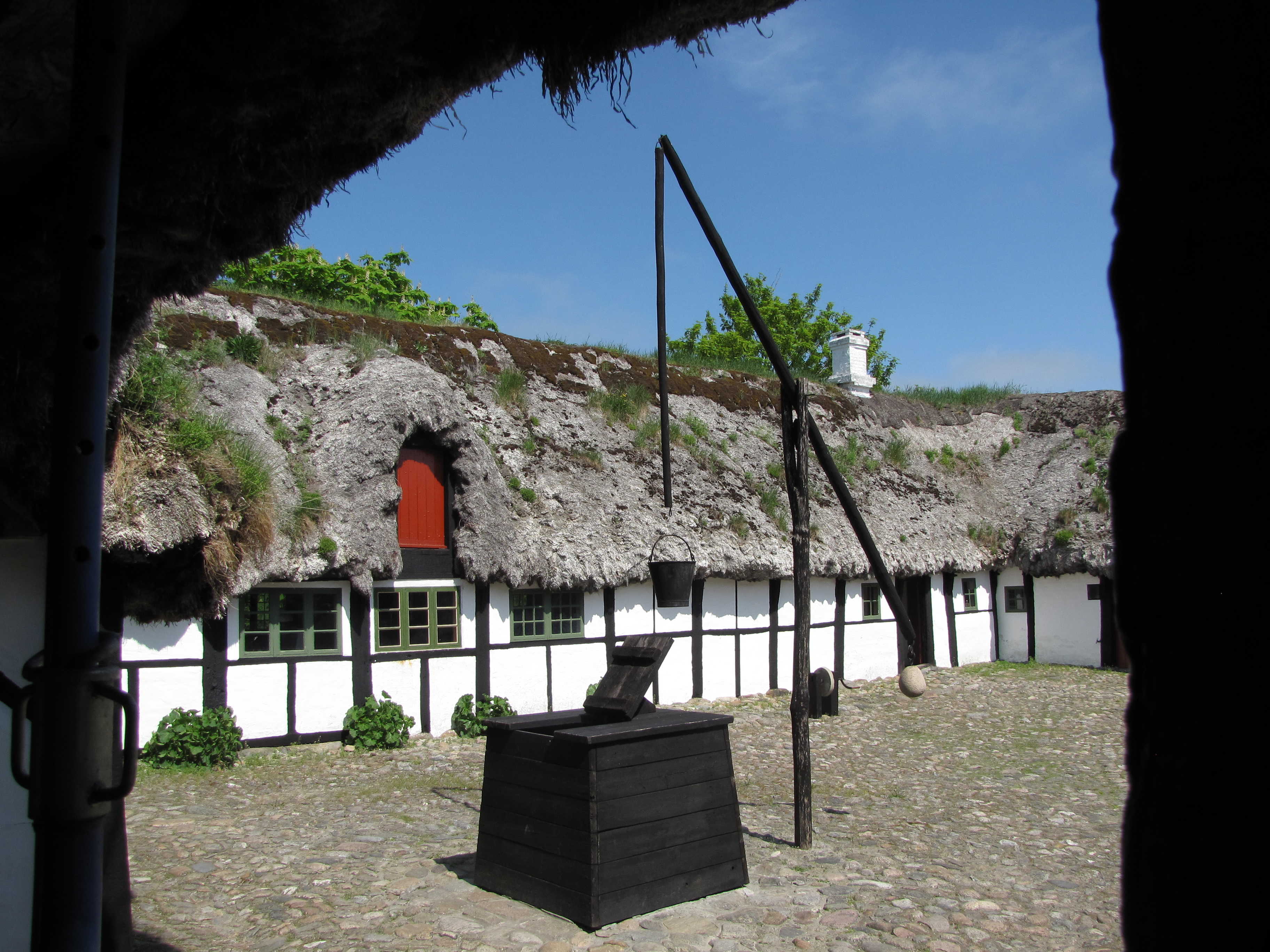
Museumsgården
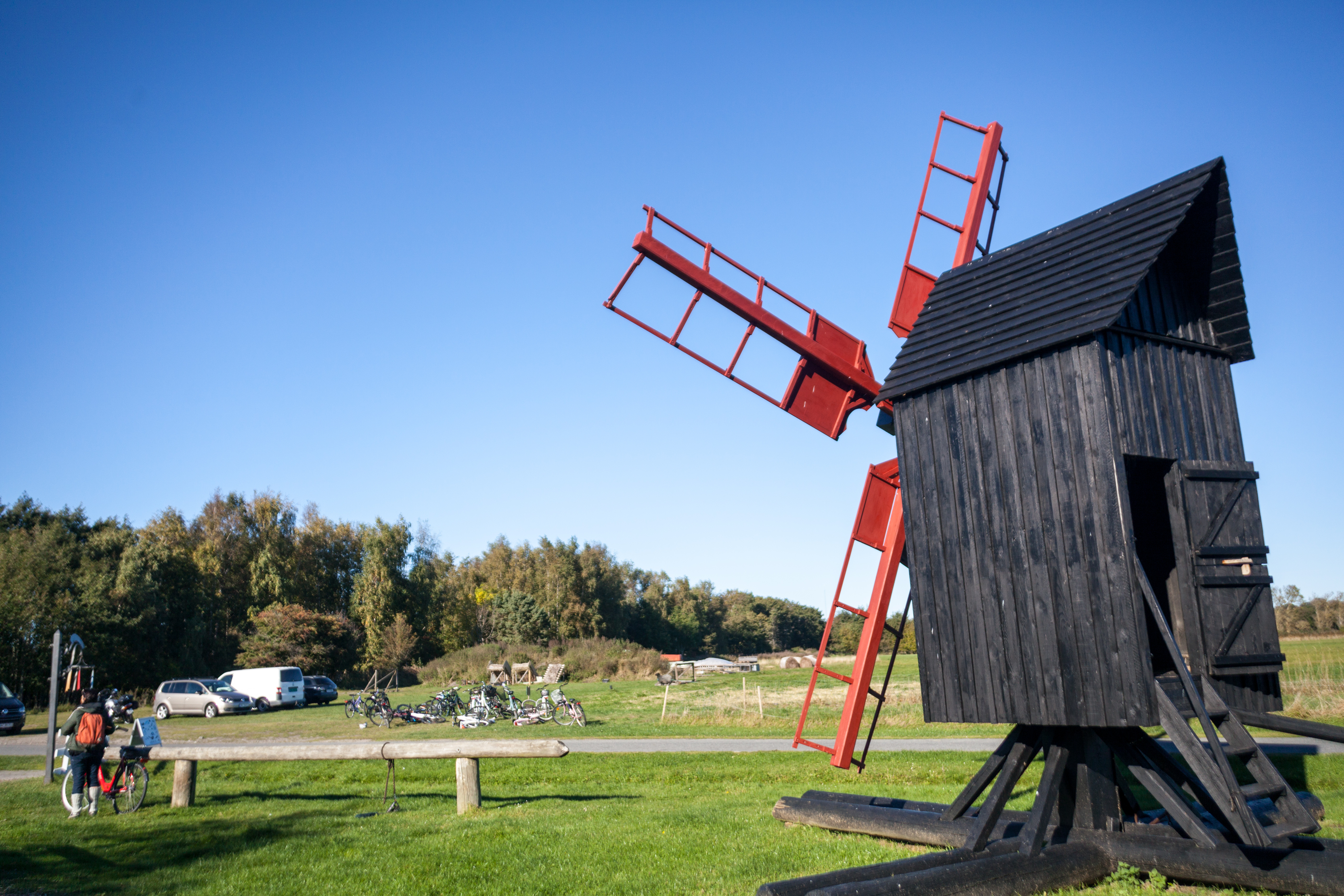
Læsø
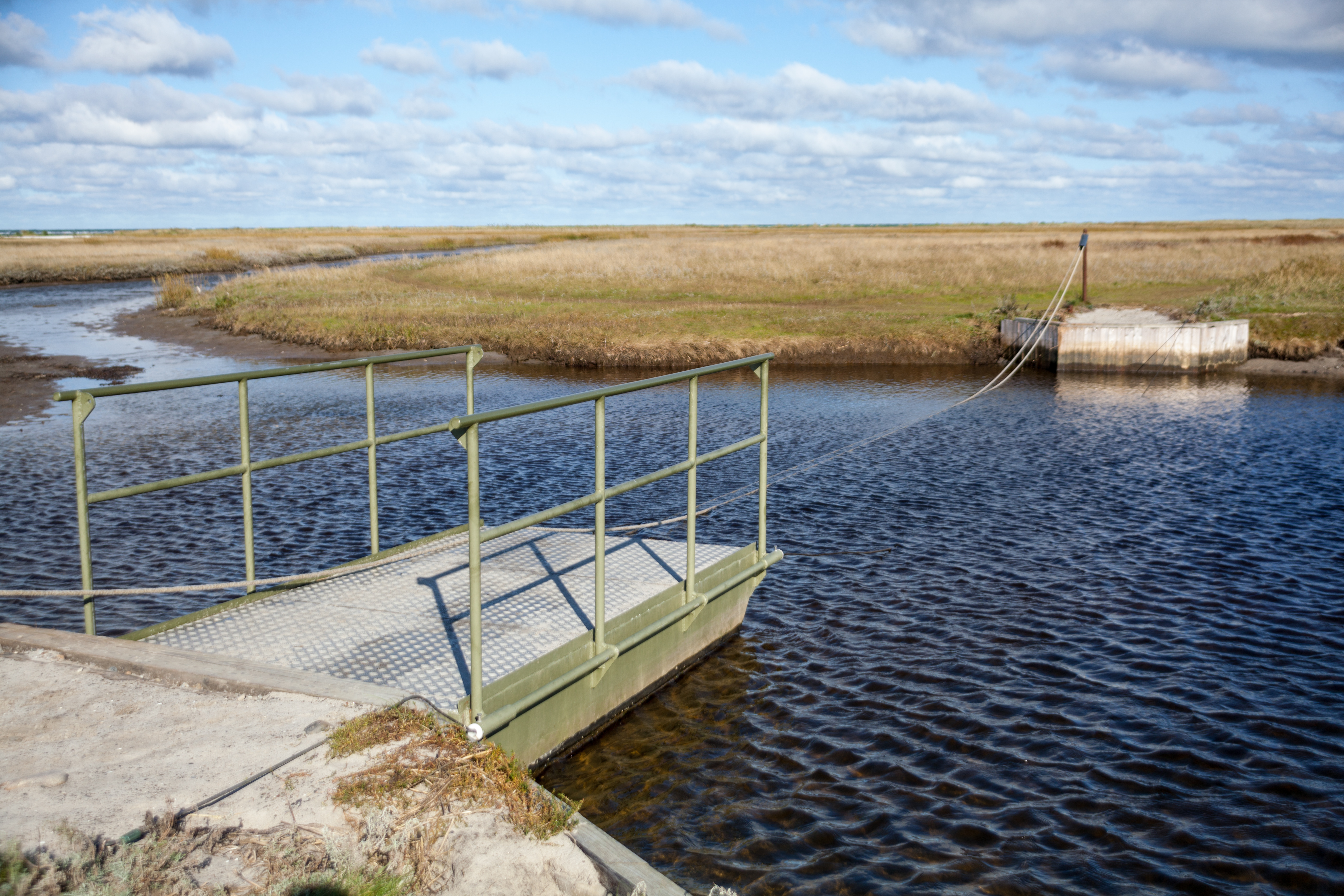
Fannemandsfærgen